# Carlie Davis
Carlie Jeanne Davis (* 27. Februar 1991) ist eine US-amerikanische Fußballspielerin, die zuletzt beim Herforder SV in der Frauen-Bundesliga unter Vertrag stand.

## Karriere
Während ihres Studiums an der Baylor University spielte Davis von 2009 bis 2012 für das dortige Hochschulteam der Baylor Bears. Im Sommer 2012 lief sie zudem für den W-League-Teilnehmer Colorado Rush auf, mit dem sie den Einzug in die Play-offs verpasste. Während der Spielzeiten 2013 und 2014 der National Women’s Soccer League befand sie sich im erweiterten Kader des Portland Thorns FC, kam jedoch zu keinem Pflichtspieleinsatz. Daraufhin wechselte Davis zum zyprischen Serienmeister und Champions-League-Teilnehmer Apollon Limassol, mit dem sie im Sechzehntelfinale gegen den dänischen Vertreter Brøndby IF ausschied. Im Januar 2015 schloss sie sich dem Bundesligaschlusslicht Herforder SV an.